# نوکیا ۷۳۶۰
نوکیا ۷۳۶۰ یک‌نمونه از گوشی‌های تلفن همراه سری ۷۰۰۰ شرکت نوکیا می‌باشد که توسط همین شرکت به بازار عرضه شده‌است.

## نگارخانه

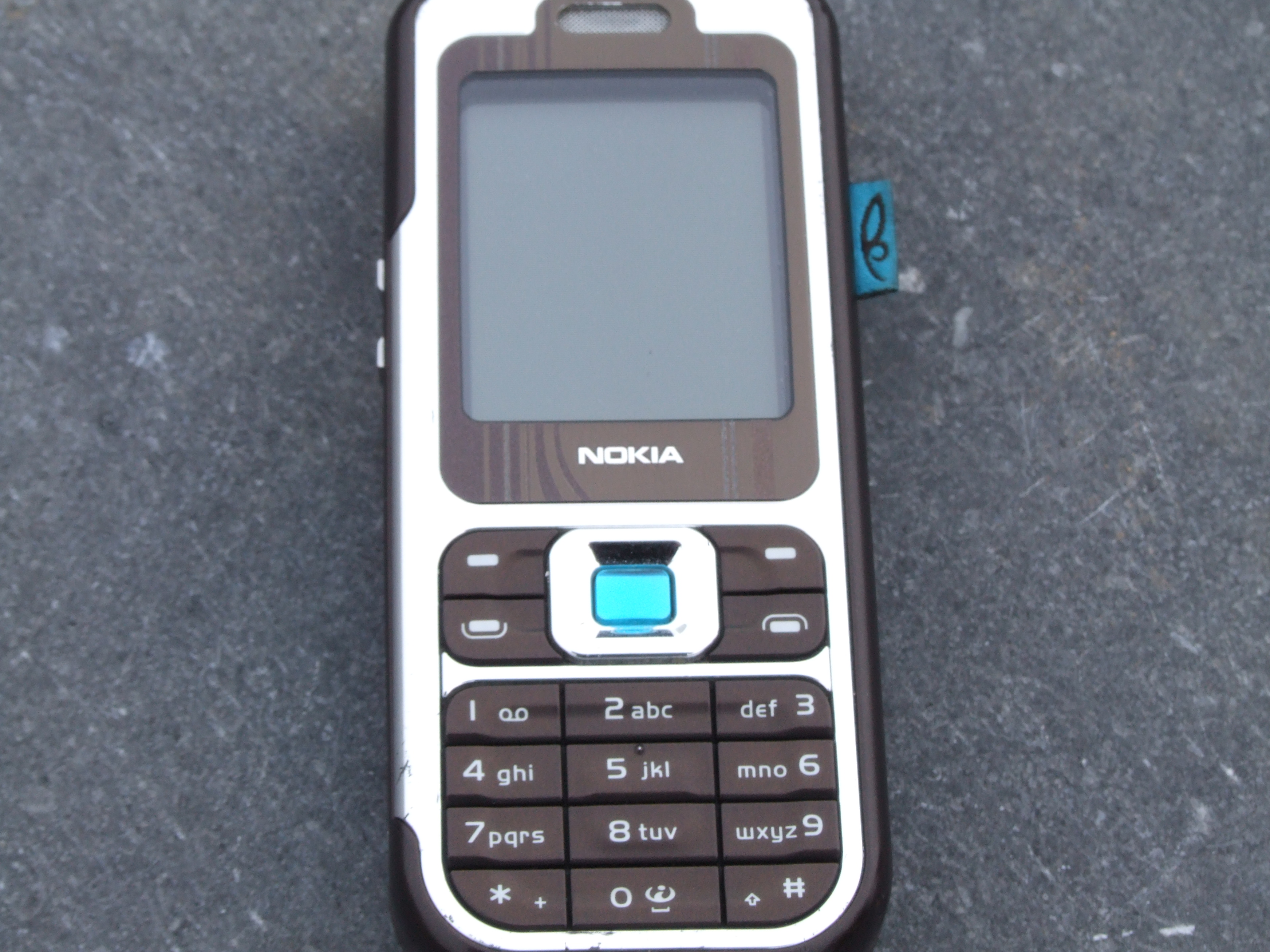